# Huisgen-Pyrrolsynthese
Die Huisgen-Pyrrolsynthese ist eine Namensreaktion der organischen Chemie. Die Reaktion wurde von dem Chemiker Rolf Huisgen (1920–2020) im Jahr 1960 entdeckt und nach ihm benannt. Das Ziel der Reaktion ist die Synthese substituierter Pyrrole.

## Übersichtsreaktion
Während der Synthese reagiert eine α-Aminosäure mit einer Carbonsäure und einem Alkin zu einem substituierten Pyrrol:
Bei dem Produkt Pyrrol sind die Reste R4 und R5 nicht regioselektiv in monocyclischen Münchnonen, von Huisgen so bezeichnete mesoionische Oxazolone. Es können sowohl R4 oder R5 an diesen Stellen des Pyrrols zu finden sein.

## Reaktionsmechanismus
Der Reaktionsmechanismus der Huisgen-Pyrrolsynthese verläuft anhand der Reaktion einer α-Aminosäure mit einer Carbonsäure und einem Alkin wie folgt:
Die α-Aminosäure 1 wird mit einer Carbonsäure unter Abspaltung von Wasser zu dem Amid 2 umgesetzt. An dem Amid 2 befindet sich noch eine Carboxygruppe, die mit Essigsäureanhydrid zu einer Säureanhydridgruppe 3 reagiert. Dabei wird Essigsäure abgespalten. Durch einen intramolekularen Ringschluss entsteht das Molekül 4, durch eine Umlagerung von Elektronen und unter der Entstehung eines Acetats bildet sich der heterocyclische Fünfring 5. Durch eine Deprotonierung bildet sich das Carbanion 6. Dieses reagiert mit einem Alkin zu dem Übergangszustand 7. Durch die Abspaltung von Kohlenstoffdioxid bildet sich das Pyrrolid 8, dass durch eine Elektronenwanderung zu dem substituierten Pyrrol 9 aromatisiert.